# قشلاق اغداش میرزایی
قشلاق اغداش میرزایی یک روستا در ایران است که در استان اردبیل واقع شده‌است.